# Jomsviking (album)
Albums de Amon Amarth
Deceiver of the Gods
(2013) Berserker
(2019)
Jomsviking est le dixième album studio du groupe de death metal mélodique suédois Amon Amarth, sorti le 25 mars 2016 sous le label Metal Blade Records.

## Liste des titres
| 1.    | First Kill                               | 4:21 |
| 2.    | Wanderer                                 | 4:42 |
| 3.    | On a Sea of Blood                        | 4:04 |
| 4.    | One Against All                          | 3:37 |
| 5.    | Raise Your Horns                         | 4:23 |
| 6.    | The Way of Vikings                       | 5:11 |
| 7.    | At Dawn's First Light                    | 3:50 |
| 8.    | One Thousand Burning Arrows              | 5:49 |
| 9.    | Vengeance Is My Name                     | 4:41 |
| 10.   | A Dream That Cannot Be (avec Doro Pesch) | 4:22 |
| 11.   | Back on Northern Shores                  | 7:08 |
| 52:08 |                                          |      |

## Crédits
| Amon Amarth - Johan Hegg − chant - Olavi Mikkonen − guitare - Johan Söderberg − guitare rythmique - Ted Lundström − basse | Session - Tobias Gustafsson − batterie Production - Andy Sneap Invités - Doro Pesch − chant sur A Dream That Cannot Be |